# Circus Maximus (Circus Maximus)
| Recensione | Giudizio |
| ---------- | -------- |
| AllMusic   | [ 1 ]    |

Circus Maximus è un album discografico della omonima band di cui Jerry Jeff Walker faceva parte, pubblicato dall'etichetta discografica Vanguard Records nel 1967.

## Tracce
Lato A
1. Travelin' Around – 2:53 (Bob Bruno)
2. Lost Sea Shanty – 4:06 (Jerry Jeff Walker)
3. Oops I Can Dance – 3:31 (Jerry Jeff Walker)
4. Rest of My Life to Go – 2:46 (Bob Bruno)
5. Bright Light Lovers – 2:50 (Bob Bruno)
6. Chess Game – 3:26 (Bob Bruno)

Durata totale: 19:32
Lato B
1. People's Games – 2:27 (Jerry Jeff Walker)
2. Time Waits – 3:46 (Bob Bruno)
3. Fading Lady – 5:34 (Jerry Jeff Walker)
4. Short-Haired Fathers – 2:59 (Bob Bruno)
5. Wind – 8:07 (Bob Bruno)

Durata totale: 22:53

## Musicisti
- Jerry Jeff Walker - chitarra, voce
- Jerry Jeff Walker - chitarra solista (brani: Lost Sea Shanty / Oops I Can Dance / Fading Lady)
- Bob Bruno - chitarra, organo, pianoforte, voce
- Bob Bruno - chitarra solista (brani: Travelin' Around / Rest of My Life to Go / Bright Light Lover / Chess Game / Short-Haired Fathers / Wind)
- Peter Troutner - chitarra, voce, tamburello
- Peter Troutner - chitarra solista (brani: Travelin' Around / Rest of My Life to Go / Fading Lady)
- Gary White - basso, voce
- David Scherstrom - batteria[2]

Note aggiuntive'
- Dan Elliot - produttore
- Samuel Charters - supervisione musicale
- Registrazione effettuata a New York, nell'agosto del 1967[3]